# Nemosenecio
 Nemosenecio  (Kitam.) B.Nord., 1978 è un genere di piante angiosperme dicotiledoni della famiglia delle Asteraceae (sottofamiglia Asteroideae).

## Etimologia
Il nome scientifico del genere è stato definito dai botanici Siro Kitamura (1906-2002) e Rune Bertil Nordenstam (1936-) nella pubblicazione " Opera Botanica a Societate Botanica Lundensi. Lund, Copenhagen" ( Opera Bot. 44: 45 ) del 1978.

## Descrizione

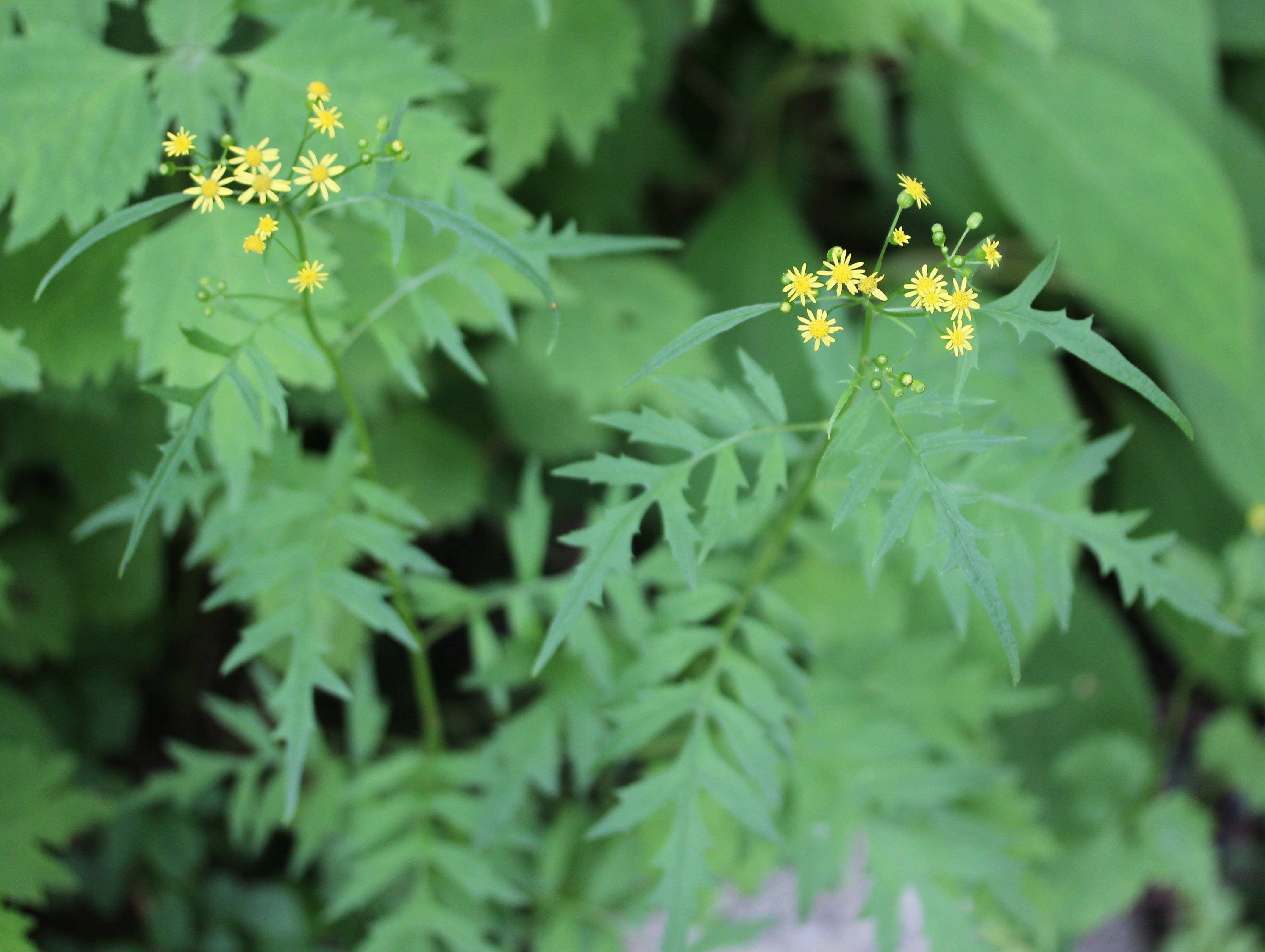
Il portamento
Nemosenecio nikoensis

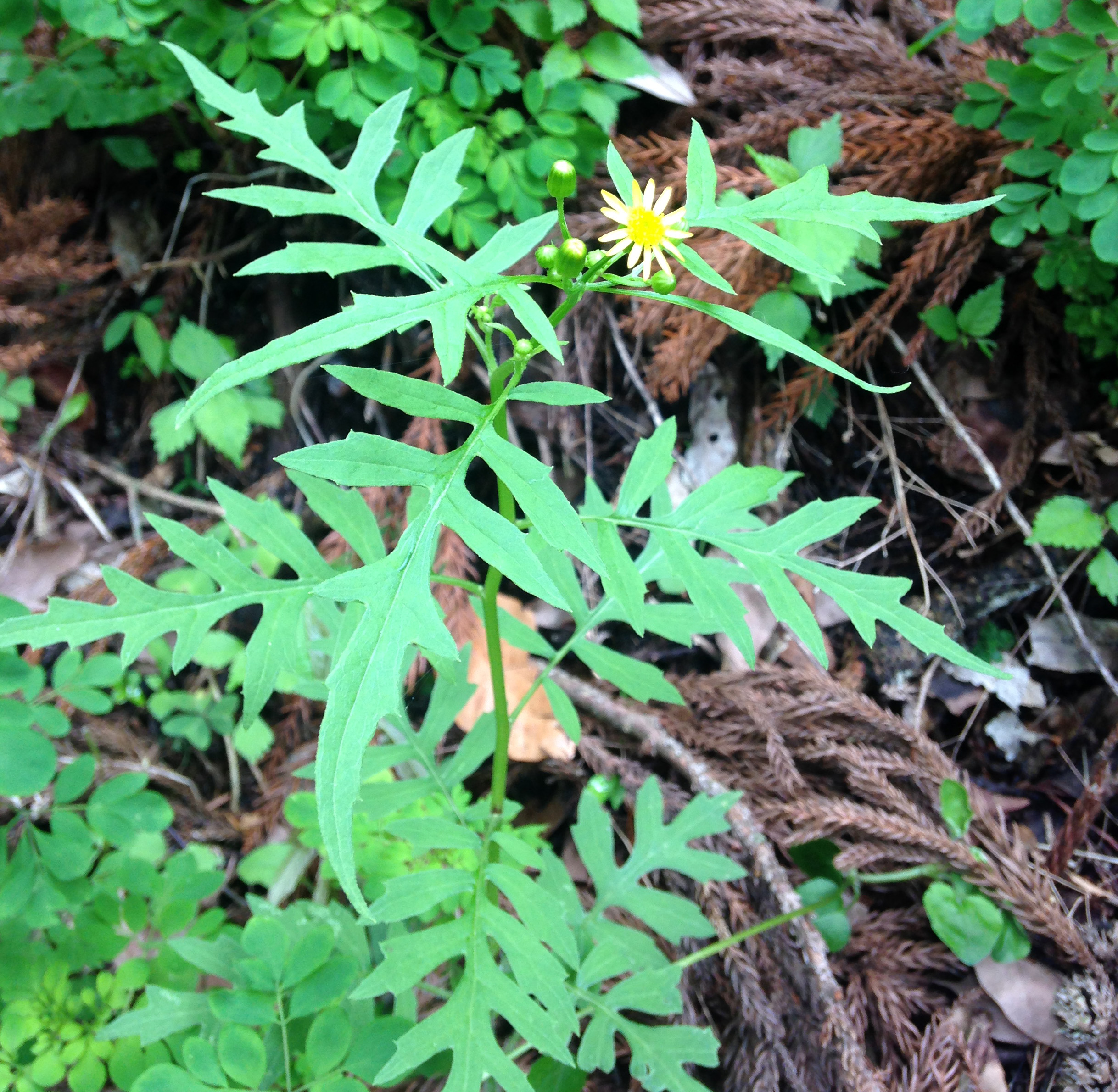
Le foglie
Nemosenecio nikoensis

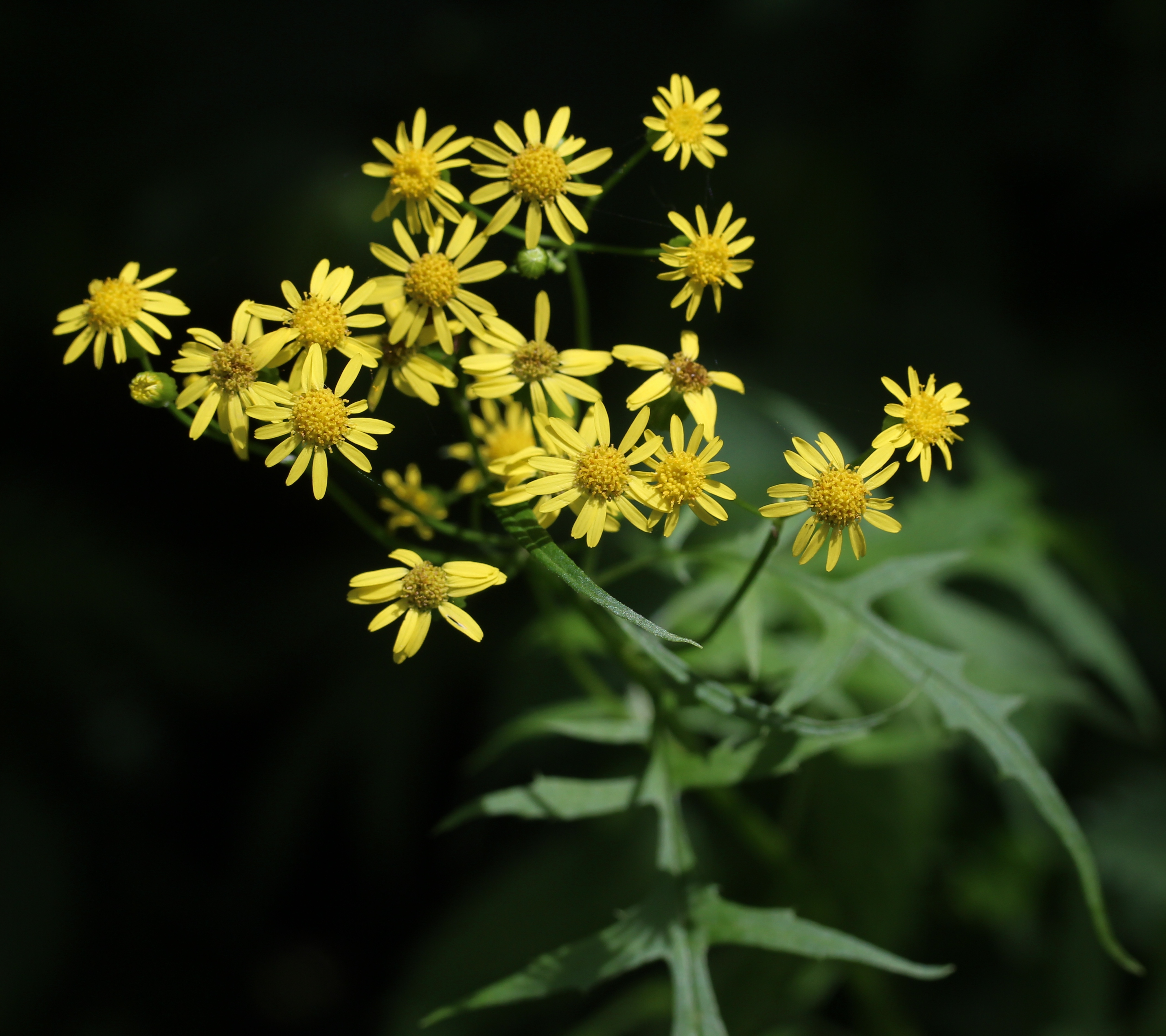
Infiorescenza
Nemosenecio nikoensis

Habitus. Le specie di questo genere hanno un habitus di tipo erbaceo perenne (anche bienne). Le superfici delle piante possono essere sia glabre che pubescenti per peli semplici.
Radici. Le radici sono secondarie da rizoma (le radici sono fibrose)
Fusto. La parte aerea in genere è eretta, semplice o ramosa.
Foglie. Le foglie sono cauline disposte in modo alternato e sono brevemente picciolate. Il contorno della lamina varia da largamente ovale a ovato-oblungo con forme pennato-lobate. La consistenza è erbacea e sono verdi. Quelle inferiori sono cadute all'antesi. Le venature sono pennate.
Infiorescenza. Le sinflorescenze sono composte da diversi capolini raccolti in corimbi. Le infiorescenze vere e proprie sono formate da un capolino terminale peduncolato (peduncoi sottili) di tipo radiato. Alla base dell'involucro (la struttura principale del capolino) non è presente un calice. I capolini sono formati da un involucro, con forme da campanulate a subemisferiche o cupuliformi, composto da 6 - 13 brattee, al cui interno un ricettacolo fa da base ai fiori di due tipi: quelli esterni del raggio e quelli più interni del disco. Le brattee sono disposte in modo più o meno embricato di solito su una sola serie e possono essere connate alla base. Il ricettacolo, a volte alveolato, è nudo (senza pagliette a protezione della base dei fiori); la forma è convessa.
Fiori.  I fiori (fiori del raggio: 5 - 13; fiori del disco: molti) sono tetra-ciclici (formati cioè da 4 verticilli: calice – corolla – androceo – gineceo) e pentameri (calice e corolla formati da 5 elementi). Sono inoltre ermafroditi, più precisamente i fiori del raggio (quelli ligulati e zigomorfi) sono femminili; mentre quelli del disco centrale (tubulosi e actinomorfi) sono bisessuali o a volte funzionalmente maschili.
- Formula fiorale:

*/x K {\displaystyle \infty }, [C (5), A (5)], G 2 (infero), achenio
- Calice: i sepali del calice sono ridotti ad una coroncina di squame.
- Corolla: nella parte inferiore i petali della corolla sono saldati insieme e formano un tubo. In particolare le corolle dei fiori del disco centrale (tubulosi) terminano con delle fauci dilatate a raggiera con cinque brevi lobi più o meno patenti. Nella corolla dei fiori periferici (ligulati) il tubo si trasforma in un prolungamento da ligulato a filiforme, terminante più o meno con tre dentelli. Il colore delle corolle è giallo.
- Androceo: gli stami sono 5 con dei filamenti liberi. La parte basale del collare dei filamenti può essere dilatata. Le antere invece sono saldate fra di loro e formano un manicotto che circonda lo stilo. Le antere sono brevi e senza coda ("ecaudate"); a volte sono presenti delle appendici apicali che possono avere varie forme (principalmente lanceolate). La struttura delle antere è di tipo tetrasporangiato, raramente sono bisporangiate. Il tessuto endoteciale è transizionale (tra polarizzato e radiale). Il polline è tricolporato (tipo "helianthoid").[11]
- Gineceo: lo stilo è biforcato con due stigmi nella parte apicale. La forma degli stigmi è troncata. Le superfici stigmatiche sono parzialmente confluenti, ma separate basalmente.  L'ovario è infero uniloculare formato da 2 carpelli.

Frutti. I frutti sono degli acheni con pappo. La forma degli acheni è strettamente oblunga; la superficie è percorsa da diverse coste longitudinali e può essere glabra o talvolta pubescente per peli sparsi. Il carpoforo è distinguibile. Il pappo è formato da numerose setole snelle, bianche, barbate e persistenti. Il pappo può essere assente.

## Biologia
Impollinazione: l'impollinazione avviene tramite insetti (impollinazione entomogama tramite farfalle diurne e notturne).

Riproduzione: la fecondazione avviene fondamentalmente tramite l'impollinazione dei fiori (vedi sopra).

Dispersione: i semi (gli acheni) cadendo a terra sono successivamente dispersi soprattutto da insetti tipo formiche (disseminazione mirmecoria). In questo tipo di piante avviene anche un altro tipo di dispersione: zoocoria. Infatti gli uncini delle brattee dell'involucro (se presenti) si agganciano ai peli degli animali di passaggio disperdendo così anche su lunghe distanze i semi della pianta. Inoltre per merito del pappo il vento può trasportare i semi anche a distanza di alcuni chilometri (disseminazione anemocora).

## Distribuzione e habitat
Le specie di questo genere sono distribuite in Cina, Giappone e Taiwan.

## Tassonomia
La famiglia di appartenenza di questa voce (Asteraceae o Compositae, nomen conservandum) probabilmente originaria del Sud America, è la più numerosa del mondo vegetale, comprende oltre 23.000 specie distribuite su 1.535 generi, oppure 22.750 specie e 1.530 generi secondo altre fonti (una delle checklist più aggiornata elenca fino a 1.679 generi). La famiglia attualmente (2021) è divisa in 16 sottofamiglie; la sottofamiglia Asteroideae è una di queste e rappresenta l'evoluzione più recente di tutta la famiglia.

### Filogenesi
Il genere di questa voce appartiene alla sottotribù Tussilagininae della tribù Senecioneae (una delle 21 tribù della sottofamiglia Asteroideae). La sottotribù descritta in tempi moderni da Bremer (1994), dopo le analisi di tipo filogenetico sul DNA del plastidio (Pelser et al., 2007) è risultata parafiletica con le sottotribù Othonninae e Brachyglottidinae annidiate al suo interno. Attualmente con questa nuova circoscrizione la sottotribù Tussilagininae s.s. risulta suddivisa in quattro subcladi.
Il genere di questa voce appartiene al subclade chiamato "L-C-P" (complesso Ligularia-Cremanthodium Parasenecio Liu et al., 2006) formato da una decina di generi in gran parte asiatici non tutti monofiletici. In particolare il genere di questa voce fa parte della sottotribù informale Tephroseridinae Jeffrey & Chen, 1984 composta dai generi Nemosenecio, Sinosenecio e Tephroseris. Questo assemblaggio, nidificato all'interno del complesso L-C-P, si presenta con un elevato supporto dalle analisi filogenetiche del DNA del ITS (Internal Transcribed Spacer) e del DNA del plastidio. All'interno del gruppo Nemosenecio con Sinosenecio formano un "gruppo fratello".
l cladogramma seguente, tratto dallo studio citato e semplificato, mostra una possibile configurazione filogenetica del gruppo (il cladogramma deriva dalle analisi del DNA dei plastidi; un cladogramma lievemente diverso si ottiene dalle analisi dal DNA del nucleo dei ribosomi).
|  | Tephroseris                                                 |
|  |                                                             |
|  | \| \| Nemosenecio \| \| \| \| \| \| Sinosenecio \| \| \| \| |
|  |                                                             |
|  | Nemosenecio                                                 |
|  |                                                             |
|  | Sinosenecio                                                 |
|  |                                                             |

|  | Nemosenecio |
|  |             |
|  | Sinosenecio |
|  |             |

|  | Tephroseris                                                 |
|  |                                                             |
|  | \| \| Nemosenecio \| \| \| \| \| \| Sinosenecio \| \| \| \| |
|  |                                                             |
|  | Nemosenecio                                                 |
|  |                                                             |
|  | Sinosenecio                                                 |
|  |                                                             |

|  | Nemosenecio |
|  |             |
|  | Sinosenecio |
|  |             |

|  | Tephroseris                                                 |
|  |                                                             |
|  | \| \| Nemosenecio \| \| \| \| \| \| Sinosenecio \| \| \| \| |
|  |                                                             |
|  | Nemosenecio                                                 |
|  |                                                             |
|  | Sinosenecio                                                 |
|  |                                                             |

|  | Nemosenecio |
|  |             |
|  | Sinosenecio |
|  |             |

|  | Tephroseris                                                 |
|  |                                                             |
|  | \| \| Nemosenecio \| \| \| \| \| \| Sinosenecio \| \| \| \| |
|  |                                                             |
|  | Nemosenecio                                                 |
|  |                                                             |
|  | Sinosenecio                                                 |
|  |                                                             |

|  | Nemosenecio |
|  |             |
|  | Sinosenecio |
|  |             |

|  | Tephroseris                                                 |
|  |                                                             |
|  | \| \| Nemosenecio \| \| \| \| \| \| Sinosenecio \| \| \| \| |
|  |                                                             |
|  | Nemosenecio                                                 |
|  |                                                             |
|  | Sinosenecio                                                 |
|  |                                                             |

|  | Nemosenecio |
|  |             |
|  | Sinosenecio |
|  |             |

|  | Tephroseris                                                 |
|  |                                                             |
|  | \| \| Nemosenecio \| \| \| \| \| \| Sinosenecio \| \| \| \| |
|  |                                                             |
|  | Nemosenecio                                                 |
|  |                                                             |
|  | Sinosenecio                                                 |
|  |                                                             |

|  | Nemosenecio |
|  |             |
|  | Sinosenecio |
|  |             |

|  | Tephroseris                                                 |
|  |                                                             |
|  | \| \| Nemosenecio \| \| \| \| \| \| Sinosenecio \| \| \| \| |
|  |                                                             |
|  | Nemosenecio                                                 |
|  |                                                             |
|  | Sinosenecio                                                 |
|  |                                                             |

|  | Nemosenecio |
|  |             |
|  | Sinosenecio |
|  |             |

|  | Tephroseris                                                 |
|  |                                                             |
|  | \| \| Nemosenecio \| \| \| \| \| \| Sinosenecio \| \| \| \| |
|  |                                                             |
|  | Nemosenecio                                                 |
|  |                                                             |
|  | Sinosenecio                                                 |
|  |                                                             |

|  | Nemosenecio |
|  |             |
|  | Sinosenecio |
|  |             |

I caratteri distintivi del genere  Nemosenecio sono:
- il portamento delle piante è erbaceo perenne;
- le foglie sono cauline e pennatosette;
- il portamento delle foglie non è peltato.

Il numero cromosomico delle specie di questo genere è: 2n = 10, 20, 40 e 48.

### Elenco delle specie
Questo genere ha 6 specie:
- Nemosenecio concinnus (Franch.) C.Jeffrey & Y.L.Chen
- Nemosenecio formosanus  (Kitam.) B.Nord.
- Nemosenecio incisifolius  (Jeffrey) B.Nord.
- Nemosenecio nikoensis  (Miq.) B.Nord.
- Nemosenecio solenoides  (Dunn) B.Nord.
- Nemosenecio yunnanensis  B.Nord.